# Pohlus-Boot

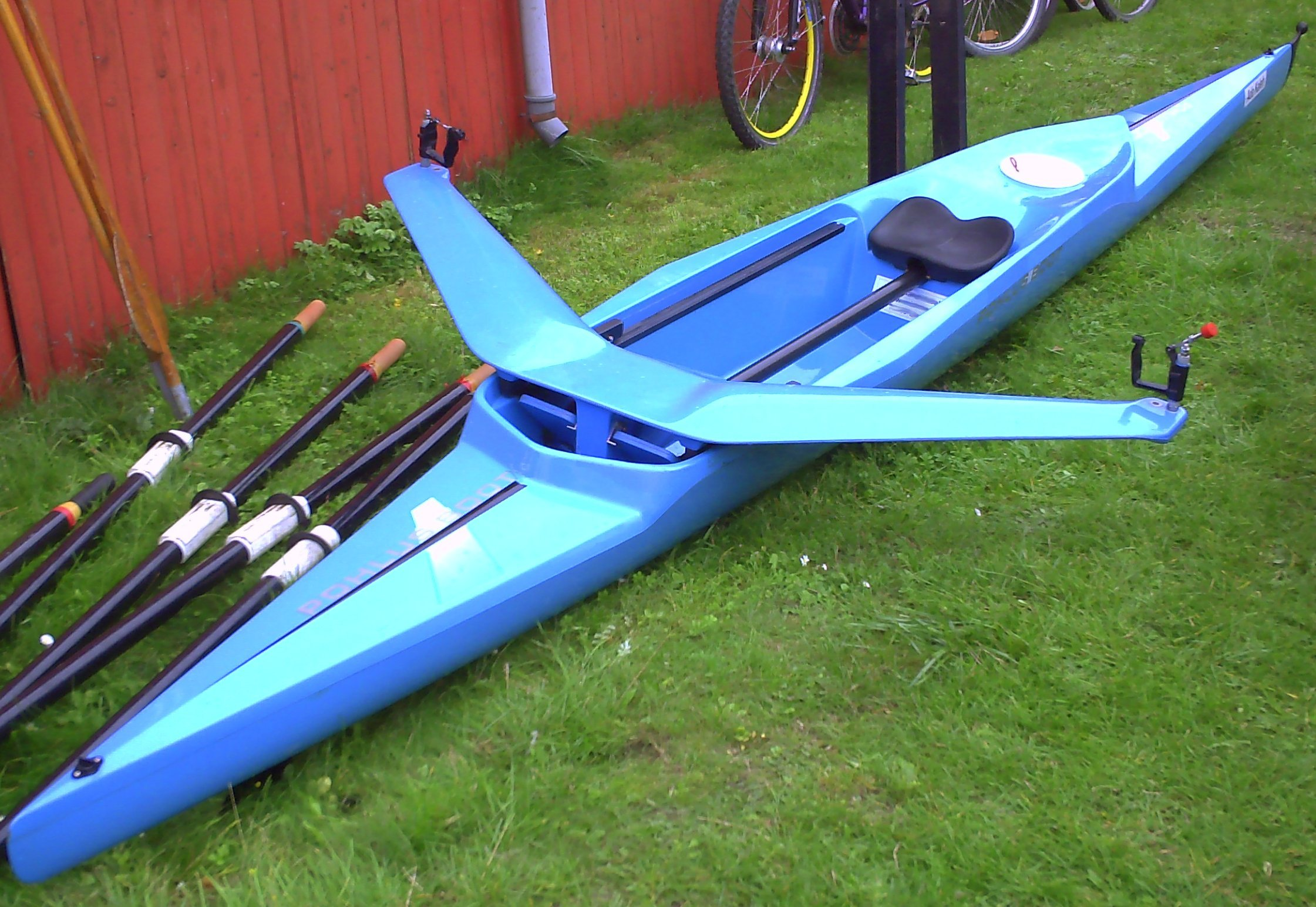
Pohlus-Einer Nr. 91/30

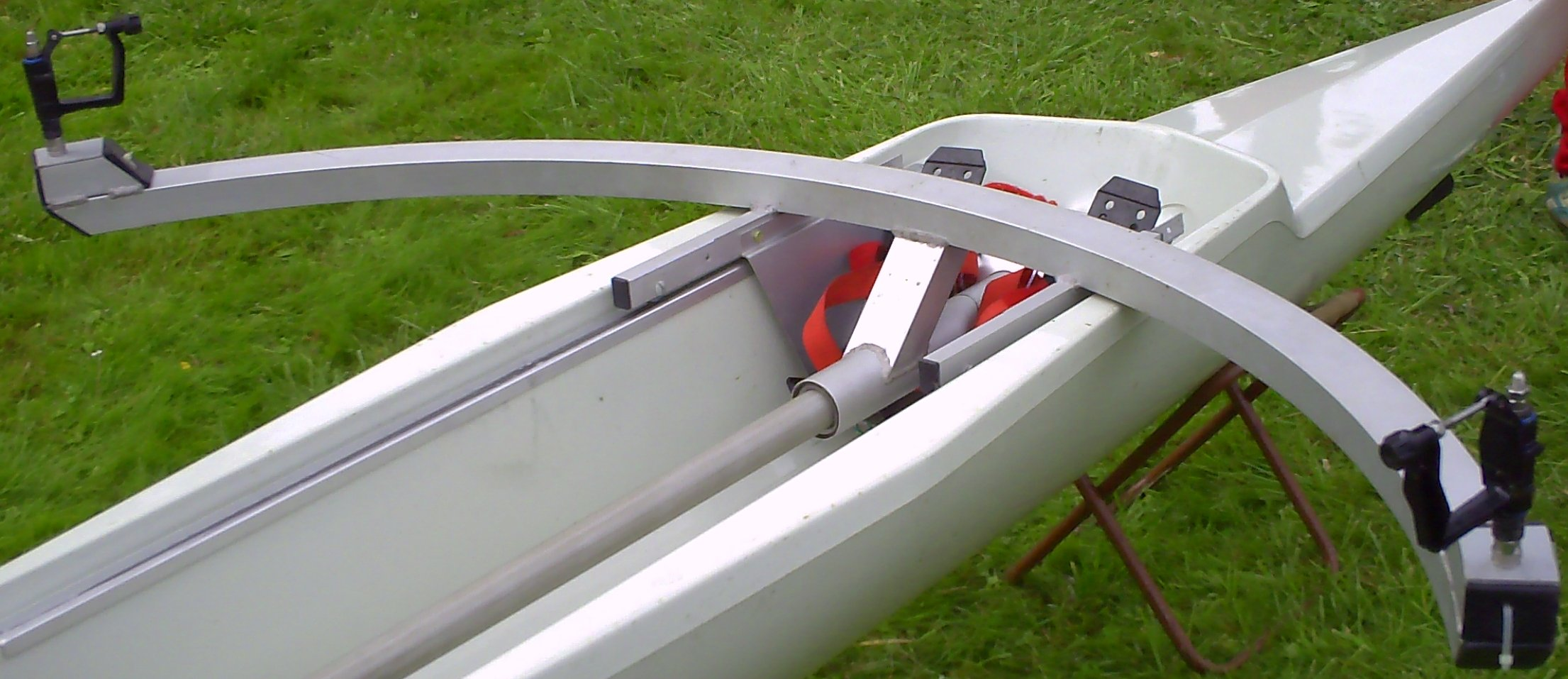
Ausleger des Pohlus-Einers Nr. 93/142

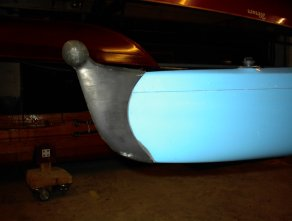
Bug des Pohlus-Einers

Das Pohlus-Boot (Eigenschreibweise Pohlus Boot) ist ein in den 1980er- und 1990er-Jahren gebauter Ruderbootstyp mit charakteristischen Eigenschaften bezüglich des Bootsrumpfes und der Auslegertechnik.

## Beschreibung
Pohlus-Boote wurden vornehmlich als Einer, aber auch als Doppelzweier gebaut. Charakteristische Merkmale für die von Pohlus gebauten Boote finden sich beim Bootsrumpf und der verwendeten Auslegertechnik. Der – für ein Ruderboot – kurze Rumpf aus glasfaserverstärktem Kunststoff basiert auf der Form eines Rennkajaks. Durch die geringe Länge des Bootes konnte es in einer normalen Garage gelagert und auf einem Autodach transportiert werden. Der kurze Rumpf eines Rennkajaks konnte verwendet werden, weil das Boot mit einem Rollausleger ausgerüstet war. Dadurch wurde das bei Rollsitzbooten übliche Stampfen um die Querachse vermieden. Der hier am Boot Nr. 91/30 gezeigte, aus glasfaserverstärktem Kunststoff gefertigte Ausleger wurde später modifiziert und durch ein gebogenes Aluminium-Vierkantrohr ersetzt (Boot Nr. 93/142). Der aus Gummi gefertigte Bug des Bootes diente der Erhöhung der Sicherheit bei Kollisionen.
Die Daten für den Einer gemäß Firmenprospekt sind:
- Länge 5,20 m
- Breite 56 cm
- Gewicht des Rumpfes 14 kg
- Gewicht des Auslegers 4,5 kg

Ein konventioneller Renneiner ist dagegen rund 8 m lang, weniger als 40 cm breit und hat ein Mindestgewicht von 14 kg inklusive Ausleger.

## Vertrieb
Die Boote wurden von der Pohlus Boot Rudersport GmbH in Herrsching-Breitbrunn am Ammersee gebaut und vertrieben. Die Werft existiert heute nicht mehr. Der Preis für ein Boot betrug 4960 DM im Jahre 1991.